# アンバーグリスジャパン
アンバーグリスジャパンは、愛知県名古屋市緑区に本社を置く企業である。
主に龍涎香（りゅうぜんこう、アンバーグリス）の鑑定、買取、および関連製品の開発・販売を行っている。  

## 概要
アンバーグリスジャパンは、1967年に設立された有限会社富士機工を前身とし、2019年に現在の名称で法人化された。龍涎香の専門企業として、その鑑定や取引、製品開発に特化している。  

## 事業内容
主な事業内容は以下の通りである：
- 龍涎香の鑑定および買取
- 龍涎香を使用した香料製品の開発・販売
- 企業向けOEM製品の開発[3]

アンバーグリスジャパンは、日本で唯一の龍涎香取り扱い専門会社とされており、香水、オイル、キャンディなどの製品開発を通じて、龍涎香文化の普及と環境保護活動にも取り組んでいる 。

## 社会的活動
アンバーグリスジャパンは、以下のような社会的活動を行っている
- 日本の拾い物文化と龍涎香文化の復興を目指したビーチコーミングの推進活動
- 環境保護や海洋美化への関心を高めるための啓発活動
- SDGs（持続可能な開発目標）に賛同した環境に優しい製品の開発[5]

## メディア掲載
アンバーグリスジャパンは、以下のようなメディアに取り上げられている：
- NHK「所さん大変ですよ」（2019年3月）[6]
- TBS「THE TIME」（2022年10月）[7]
- フジテレビ「世界の何だコレ！？ミステリー」（2023年10月）[8] [9]